# Wim Lambrechts
Wim Lambrechts (Hoogstraten, 9 februari 1967 - Sint-Lambrechts-Woluwe, 16 augustus 1992) was een Belgisch veldrijder.

## Carrière
In 1986 werd hij Belgisch kampioen veldrijden bij de junioren. Hij won in totaal 6 wedstrijden, waarvan drie in zijn eigen Hoogstraten: de Vlaamse Aardbeiencross (1987, 1988 en 1990), ook wel de Herdenkingsprijs Wim Lambrechts genoemd.
Lambrechts overleed in 1992 in het UZ Sint Lucas te Sint-Lambrechts-Woluwe, nadat hij tijdens een mountainbikewedstrijd te Overijse een hartstilstand kreeg.
Herygers · Lambrechts · Šimůnek · Van Luchem